# Čeněk Daněk
Čeněk Daněk nebo též Vincenc Daněk (5. dubna 1827 Choltice – 19. března 1893 Praha) byl inženýr, konstruktér a český průmyslník, zakladatel firmy, která se později stala jádrem ČKD.

## Život
Narodil se v rodině sládka Josefa Daňka, v obci Choltice. Studoval ve Vídni polytechniku, poté techniku v Praze. V roce 1852 nastoupil do firmy Breitfeld & Evans vlastněné Karlem Friedrichem Breitfeldem a Davidem Evansem jako konstruktér. V roce 1854 koupil spolu se starostou Karlína Josefem Götzlem strojírenský závod A.Meisner & Comp., který pod novým názvem Daněk & Co. vyráběl stroje pro cukrovary, jejichž rozmach v té době začínal. Do roku 1871 uzavřela firma zakázky na více než 100 cukrovarů.[zdroj?]. Začal spolupracovat se stavitelem Václavem Nekvasilem, který stavěl budovy cukrovarů a Daněk je zařizoval stroji. Tímto způsobem byly postaveny cukrovary ve Vinoři, Opatovicích nad Labem nebo v Kostelci nad Orlicí. V roce 1871 pak svou firmu prodal nově založené akciové společnosti Breitfeld, Daněk a spol., kterou založil s původní firmou Breitfeld & Evans a jež se stala jednou z hlavních součástí později vzniklého (v roce 1927) koncernu ČKD. Sám zanechal podnikání a žil na svém zámku Trnová. Vlastnil palác v dnešní Opletalově ulici v Praze. Byl také majitelem panství Tloskov (1872), Krchleby a hradu Líšna, kde je v rodinné hrobce pohřben jeho syn Čeněk (Vincenc) (1858–1895).
V zemských volbách roku 1861 byl zvolen poslancem Českého zemského sněmu.
Za zásluhy prokázané během války roku 1866 mu byl udělen rytířský Řád Františka Josefa. Zasloužil se i o úspěch Světové výstavy ve Vídni roku 1873. V témže roce, 5. června 1878, byl za zásluhy o dobročinnost povýšen do šlechtického stavu. Diplomem z 25. srpna 1878 mu byl udělen erb a predikát šlechtic z Esse (Edler von Esse). Zemřel ve svém paláci na rohu Mariánské (dnes Opletalova 19) a Růžové ulice v Praze, pochován byl 22. března 1893 na Olšanských hřbitovech.

### Rodina
Čeněk Daněk byl dvakrát ženatý, jeho první manželkou byla Vilemína Bürgermeisterová (1832 – 26. 1. 1856). Dne 4. listopadu 1856 se Čeněk Daněk oženil v Žatci s Augustou Hasmannovou z Choltic (25. 2. 1835 – 21. 11. 1919). Měl celkem sedm dětí a to Marii (8. 6. 1853 – 28. 7. 1880), Vincenta (14. 12. 1858 – 30. 7. 1895), Zdenko Leopold Antonína (13. 6. 1868 – 19. 10. 1911), Augustu (13. 8. 1860 – 28. 12. 1860), Karla (27. 1. 1863 – 29. 11. 1863), Helenu (5. 6. 1864 – 18. 12. 1867) a Karla (27. 9. 1870 – 26. 12. 1878).
Podrobnější údaje k potomkům:
Syn Čeněk (Vincenc) Josef Ferdinand Daněk (14. prosince 1858 Karlín – 13. července 1895 Líšno) se 19. května 1885 oženil s Rosalií Waldekovou (1864–1934), dcerou podnikatele Franze von Waldek, podruhé provdanou za generála Theodora Hordta. Byl dědicem statků svého otce, měl dva syny. Jeho mladší bratr Zdenko Daněk (13. 6. 1868 – 19. 10. 1911) zemřel bezdětný, dosáhl hodnosti nadporučíka (Oberleutnant) rakousko-uherské armády.
Dcera Marie Daňková (8. června 1851 – 26. července 1880) se 17. září 1879 v Neveklově provdala za podnikatele Gustava Nobacka. Zemřela po krátkém manželství v roce 1880. Další děti Čeňka a Augusty Daňkových zemřely předčasně (Augusta * 1860, Carlo 1865–1865, Helene 1864–1867, Carlo 1870–1878).

## Galerie

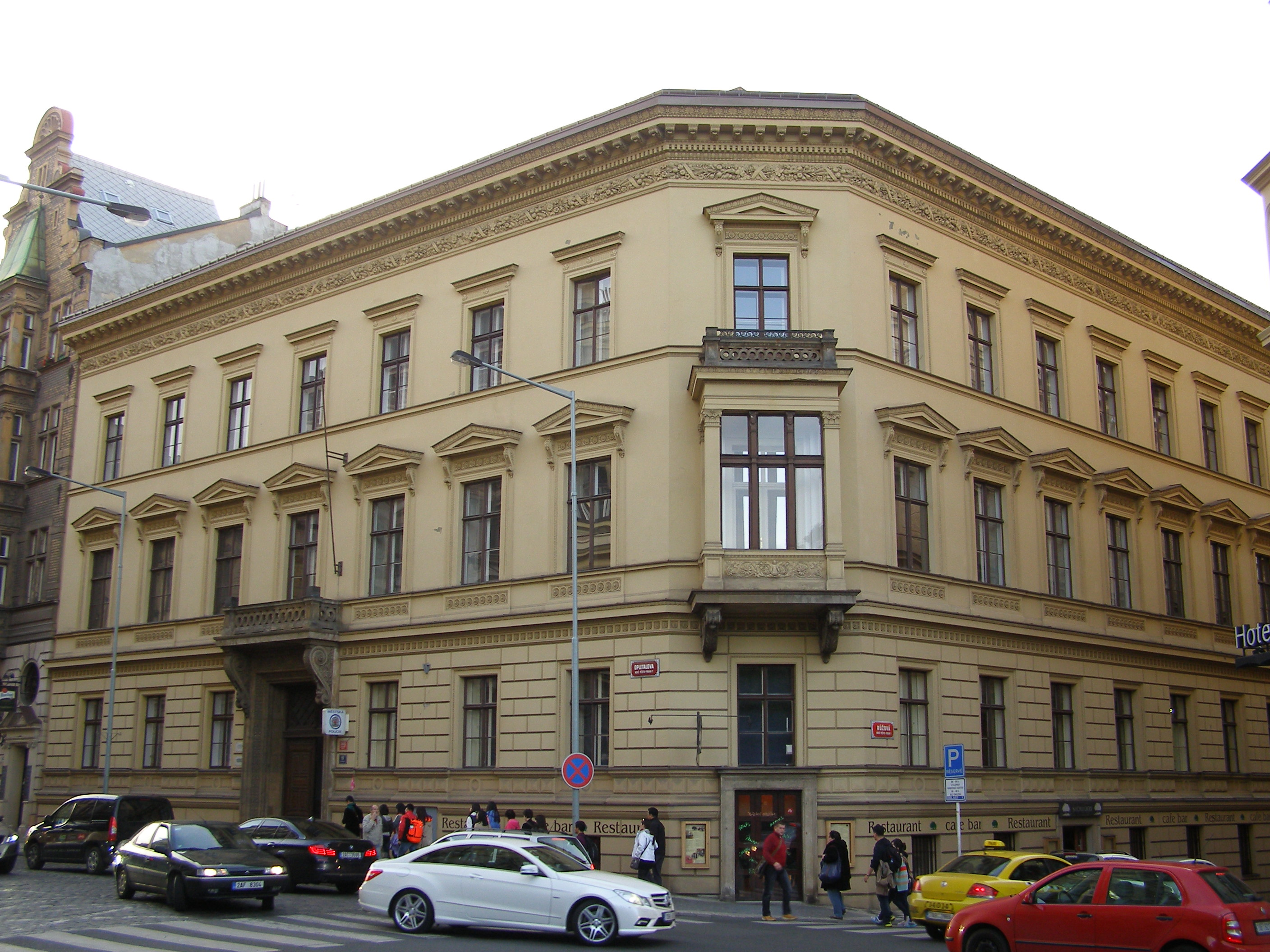
Daňkův palác, Opletalova 19
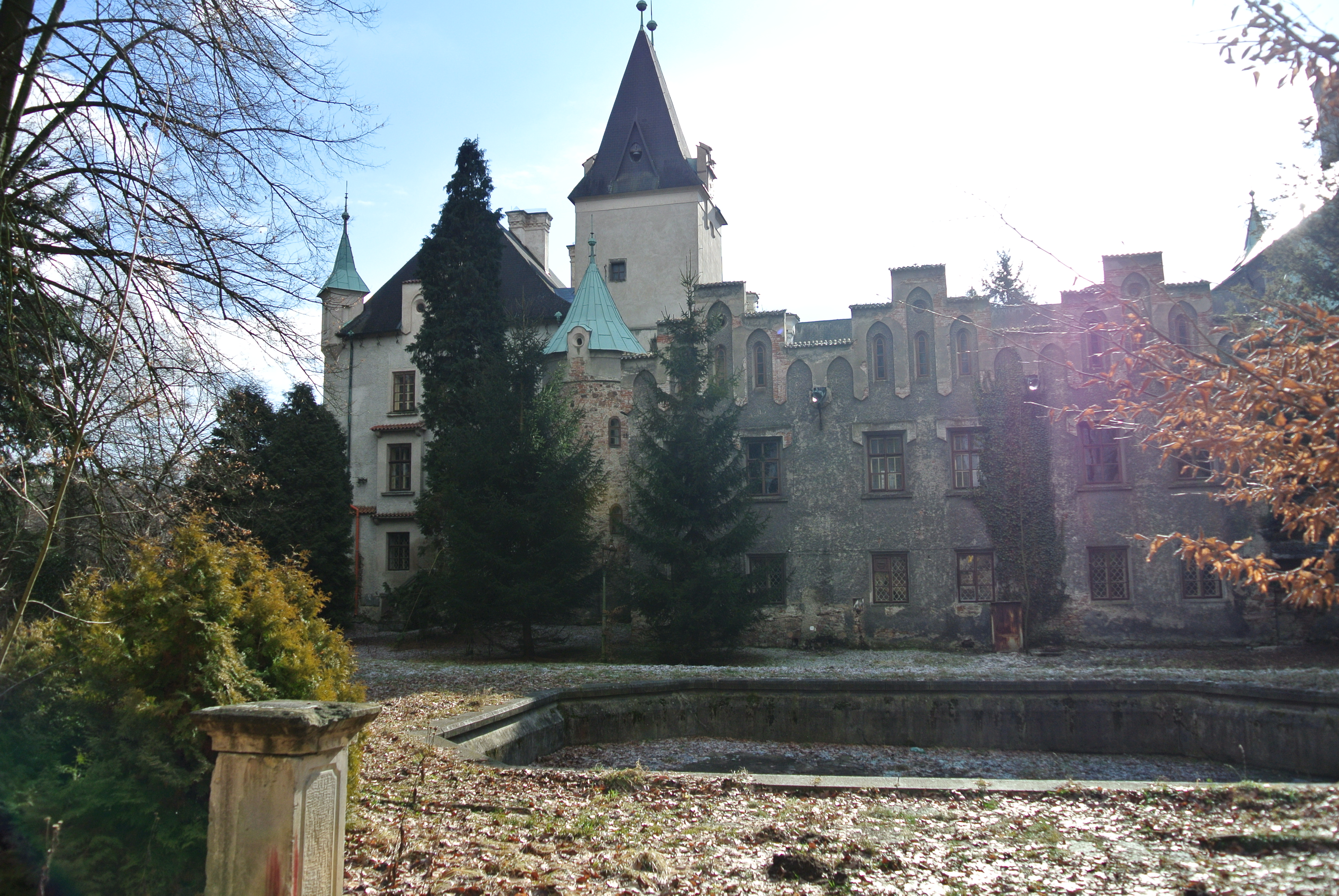
Zámek Líšno se zahradním bazénem
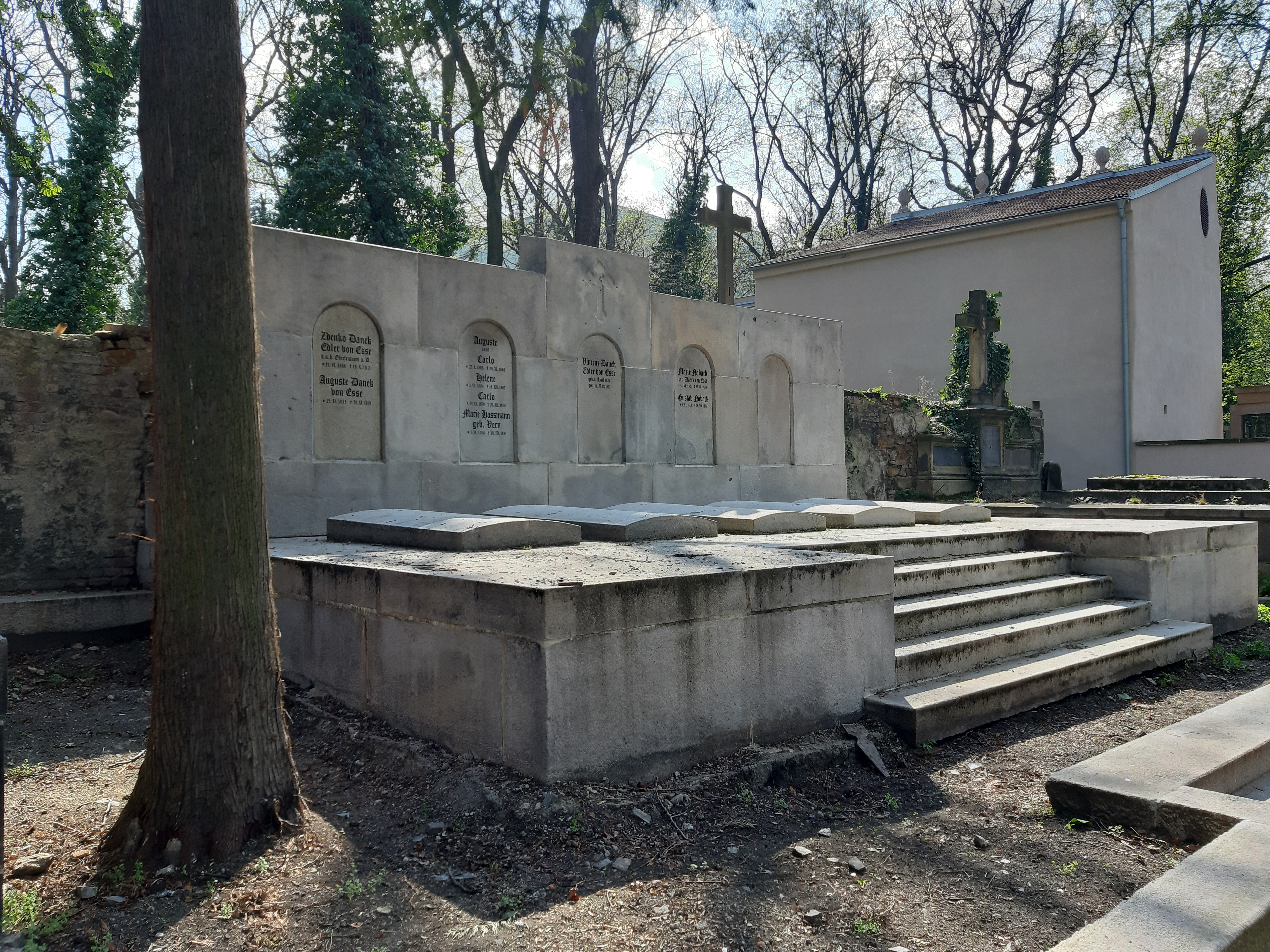
Olšanské hřbitovy Praha, hřbitov V., hrobka rodiny Daňků
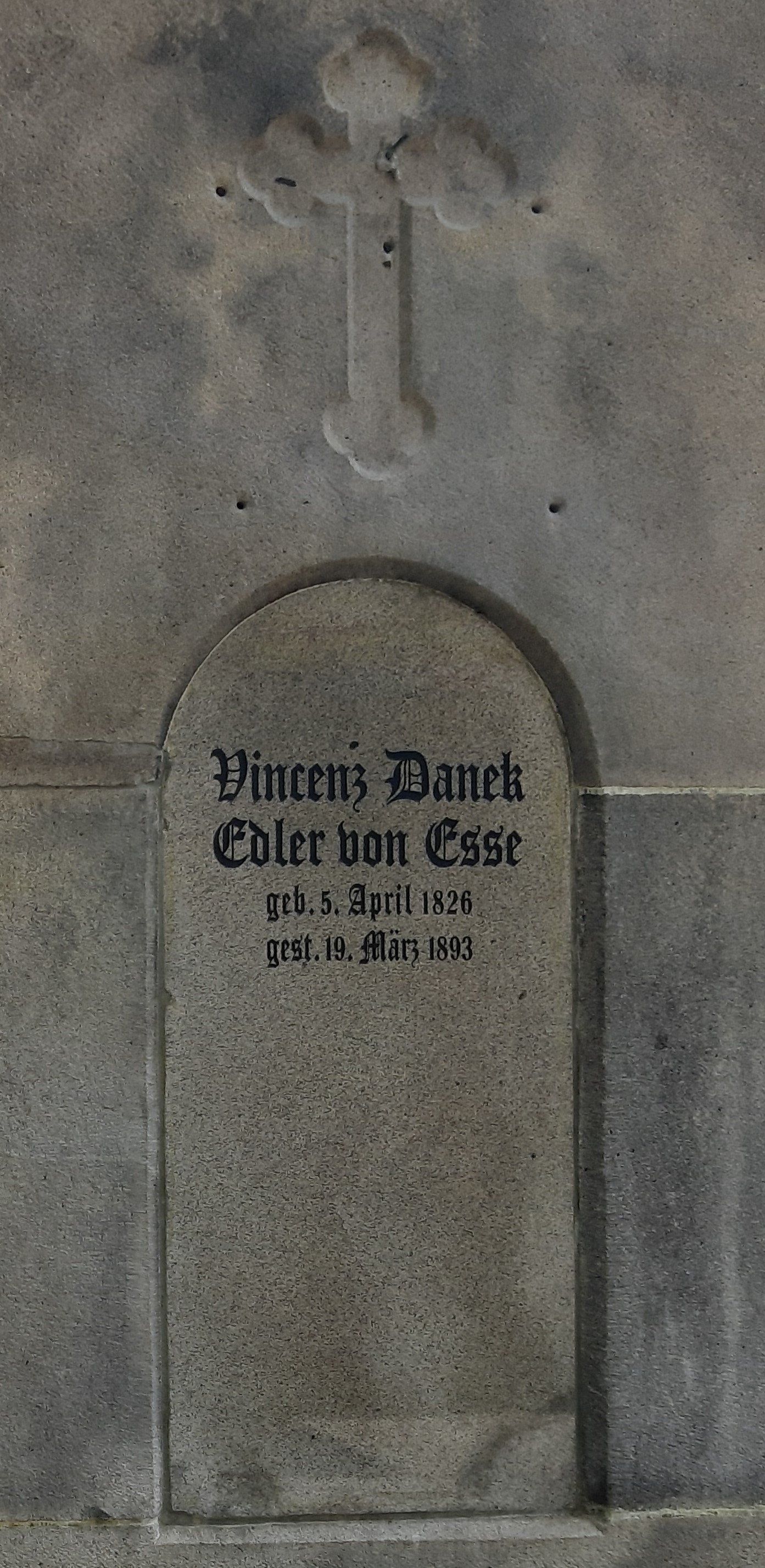
Čeněk Daněk, náhrobní deska, Olšanské hřbitovy